# Hyaleucerea panacea
Hyaleucerea panacea är en fjärilsart som beskrevs av Druce 1884. Hyaleucerea panacea ingår i släktet Hyaleucerea och familjen björnspinnare. Inga underarter finns listade i Catalogue of Life.